# Martin Stašek
Martin Stašek (Zlín, 8 aprile 1989) è un pesista ceco.

## Palmarès
| Anno | Manifestazione   | Sede      | Evento           | Risultato | Misura  | Note |
| ---- | ---------------- | --------- | ---------------- | --------- | ------- | ---- |
| 2009 | Europei under 23 | Kaunas    | Lancio del disco | 24º       | 49,61 m |      |
| 2011 | Europei under 23 | Ostrava   | Getto del peso   | 4º        | 18,43 m |      |
| 2011 | Europei under 23 | Ostrava   | Lancio del disco | 24º       | 51,97 m |      |
| 2011 | Universiadi      | Shenzhen  | Getto del peso   | 13º       | 17,52 m |      |
| 2011 | Universiadi      | Shenzhen  | Lancio del disco | 18º       | 52,95 m |      |
| 2013 | Europei indoor   | Göteborg  | Getto del peso   | 18º (q)   | 18,96 m |      |
| 2013 | Universiadi      | Kazan'    | Getto del peso   | 4º        | 19,51 m |      |
| 2013 | Mondiali         | Mosca     | Getto del peso   | 12º       | 19,10 m |      |
| 2016 | Europei          | Amsterdam | Getto del peso   | 27º (q)   | 18,32 m |      |

## Altre competizioni internazionali
2014
- Bronzo al Seiko Golden Grand Prix ( Tokyo), getto del peso - 19,05 m
- 7º al Ludvik Danek Memorial ( Turnov), getto del peso - 18,36 m